# Lepanthes cornutipetala
Lepanthes cornutipetala är en orkidéart som beskrevs av Donald Dungan Dod. Lepanthes cornutipetala ingår i släktet Lepanthes och familjen orkidéer. Inga underarter finns listade i Catalogue of Life.